# Serere
Serere è un comune rurale del Mali facente parte del circondario di Gourma-Rharous, nella regione di Timbuctù.